# عظمة بابل
عَظَمَةُ بابل (1962؛ الطبعة الثانية 1988) هو كتاب عن بابل من تأليف عالم الآشوريات هنري ساغس.

## ملخص
يصف ساغس، الذي يكتب للقارئ العام، البابليين القدماء قبل وأثناء الإمبراطورية الآشورية القديمة. وتشمل المواضيع التي نوقشت فيه هي الكتابة المسمارية.

## تاريخ النشر
نشر كتاب عظمة بابل لأول مرة في عام 1962 عن دار سيدجويك وجاكسون. وفي عام 1988، أعيد إصدار الكتاب في طبعة منقحة ومحدثة. كشفت الحفريات في بلاد الرافدين عن كمية كبيرة من المعلومات الجديدة ذات الصلة بدراسة الحضارة البابلية، والتي قدمها الكاتب كسرد منقح ومعاد كتابته للكتاب الذي نُشر لأول مرة في عام 1962. تعود جذور الكثير من الحضارة الغربية إلى حضارة بابل القديمة في جنوب العراق. أدرك الإسكندر الأكبر أهمية تراثها وخطط لجعل بابل عاصمته العالمية. لقد عاشت روعة بابل وشرها المفترض في تقليد نقل من خلال الكتاب المقدس والكتاب الكلاسيكيين. يهدف المؤلف هنا إلى إعادة بناء جميع جوانب هذه الثقافة المفقودة، وتقديم البابليين كأشخاص أحياء - مع إظهار عاداتهم في الأكل والشرب، وعبادتهم، وعلاقاتهم وأسلوب حياتهم، وبصورة متكاملة.

## استقبال
تلق الكتاب مراجعة إيجابية من عالم الآثار ريتشارد ديفيد بارنيت في الملحق الأدبي للتايمز. وأشاد بالكتاب بسبب "اتساعه وتفاصيله". ومع ذلك، فقد انتقد مقارنات ساغس لسلوك البابليين مع سلوك العبرانيين كما هو موصوف في العهد القديم. كان يعتقد أيضًا أن ساغس كان لديه إتقان أقل للمواد الأثرية مقارنة بالدراسات المسمارية.

### فهرس المراجع
كتب 
- Saggs، H. W. F. (1962). The Greatness That Was Babylon. London: Sidgwick & Jackson.

مجلات 
- Barnett، Richard David (1963). "Between the rivers". The Times Literary Supplement ع. 3186.
- "Ancient History". The Times Literary Supplement ع. 4462. 1988.

## روابط خارجية
- ترجمة الكتاب على موقع الأرشيف.